# Klient (film 1994)
Klient (ang. The Client) – amerykański thriller z 1994 roku w reżyserii Joela Schumachera. Scenariusz powstał na podstawie powieści Johna Grishama pod tym samym tytułem. Zdjęcia kręcono w Nowym Orleanie oraz w stanie Missisipi.
Za rolę Reggie Love Susan Sarandon zdobyła nagrodę BAFTA oraz była nominowana do Oscara.
Po sukcesie filmu wyprodukowano serial telewizyjny pod tym samym tytułem, z JoBeth Williams i Johnem Heardem w rolach głównych, ale wyemitowano tylko jeden sezon.

## Obsada
- Brad Renfro – Mark Sway
- Susan Sarandon – Reggie Love
- Tommy Lee Jones – prokurator „Wielebny” Roy Foltrigg
- Mary-Louise Parker – Dianne Sway, matka Marka
- Anthony LaPaglia – Barry „The Blade” Muldano
- J.T. Walsh – Jason McThune
- Anthony Edwards – Clint Von Hooser
- Will Patton – sierżant Hardy
- Kim Coates – Paul Gronke
- William H. Macy – dr Greenway
- Anthony Heald – Larry Trumann
- Bradley Whitford – Thomas Fink
- Kimberly Scott – Doreen
- David Speck – Ricky Sway
- Ossie Davis – sędzia Harry Roosevelt